# William Frederick Yeames

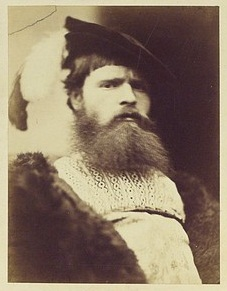
William Frederick Yeames.

William Frederick Yeames, född den 18 december 1835 i Taganrog i södra Ryssland, död den 3 maj 1918 i Teignmouth, Devon, var en engelsk målare.
Yeames flyttade 1844, efter faderns död, till Dresden och kom sedan till London, där han fick undervisning i teckning och anatomi. År 1852 reste han till Italien, fortsatte sin utbildning i Florens och Rom samt återvände 1858 till London. Yeames arbeten bär i uppfattning och teknik helt och hållet den engelska skolans karaktär: ett visst patos utan egentligt djup. Här kan nämnas Den trogne vännen (1859), Församlingshuset (1860), Drottning Elisabet tar emot franska sändebud efter Bartolomeinatten (1866), Reformationens början, Lady Grey i Towern (1868), D:r Harvey och Karl I:s barn (1878). Sistnämnda år blev han medlem av konstkademien i London.